# Конвой O-003
Конвой O-003 — японський конвой часів Другої світової війни, проведення якого відбувалось у лютому 1944 року. Останній конвой, який вийшов із Рабаула — колись потужної передової бази, з якої японці провадили операції на Соломонових островах та сході Нової Гвінеї.
Конвой сформували для виведення кількох суден з архіпелагу Бісмарка до Палау (важливий транспортний хаб на заході Каролінських островів). 20 лютого з Рабаула вирушили транспорт «Кокай-Мару» та рятувальний буксир «Нагаура», ескорт яких забезпечували мисливці за підводними човнами CH-37 та CH-38 і допоміжний мисливець за підводними човнами CHa-48. Рейс використали для евакуації наземного персоналу 751-ї морської авіагрупи (ситуація навколо Рабаула практично унеможливлювала його використання як місця базування авіації). Пізніше до загону приєдналось судно «Кова-Мару», яке вийшло з Кавіенга (друга за значенням база в архіпелазі Бісмарка на північному завершенні острова Нова Ірландія).
У середині дня 21 лютого біля північного узбережжя острова Новий Ганновер конвой атакували 15 літаків B-25 «Мітчелл», які потопили «Кокай-Мару» (загинуло 7 членів екіпажу та 19 пасажирів), «Кова-Мару» (загинуло 22 члени екіпажу) та CHa-48.
Врятувавши певну кількість людей з потоплених суден, «Нагаура» попрямував далі. 22 лютого за 220 км на північний захід від Нового Ганноверу залишки конвою зустрілись зі з'єднанням американських есмінців. Урешті-решт «Нагаура» був потоплений вогнем есмінців Converse та Spence. Американці виявили у воді близько 150 осіб, лише половина з яких виявила бажання піднятись на борт та потрапити в полон (деякі з плаваючих у воді перерізали собі горлянку).
Мисливець за підводними човнами CH-38 отримав важкі пошкодження від вогню есмінців (за іншими даними — ще під час авіанальоту 21 лютого), проте зміг прибути на Трук (Чуук), так само як і CH-37.
O-003 був практично повністю знищений та став останнім конвоєм, що вийшов із Рабаула. Якщо раніше удари по комунікаціях архіпелагу Бісмарка завдавали підводні човни та авіація, то тепер на них діяли й надводні кораблі. Уже за кілька діб, наприкінці лютого, почнеться висадка американських сил на острови Адміралтейства, а в першій половині березні вони займуть острів Муссау (найпівнічніший в архіпелазі Бісмарка), що остаточно відріже велике японське угрупування на островах Нова Британія, Нова Ірландія та Бугенвіль.